# Islote de Andagorria
Islote de Andagorria (en francés Ilôts d'Andagorria) es el nombre que recibe una pequeña isla costera que está situado en la comuna francesa de Hendaya, departamento de Pirineos Atlánticos y región de Nueva Aquitania.